# Heinrich Vollgnad

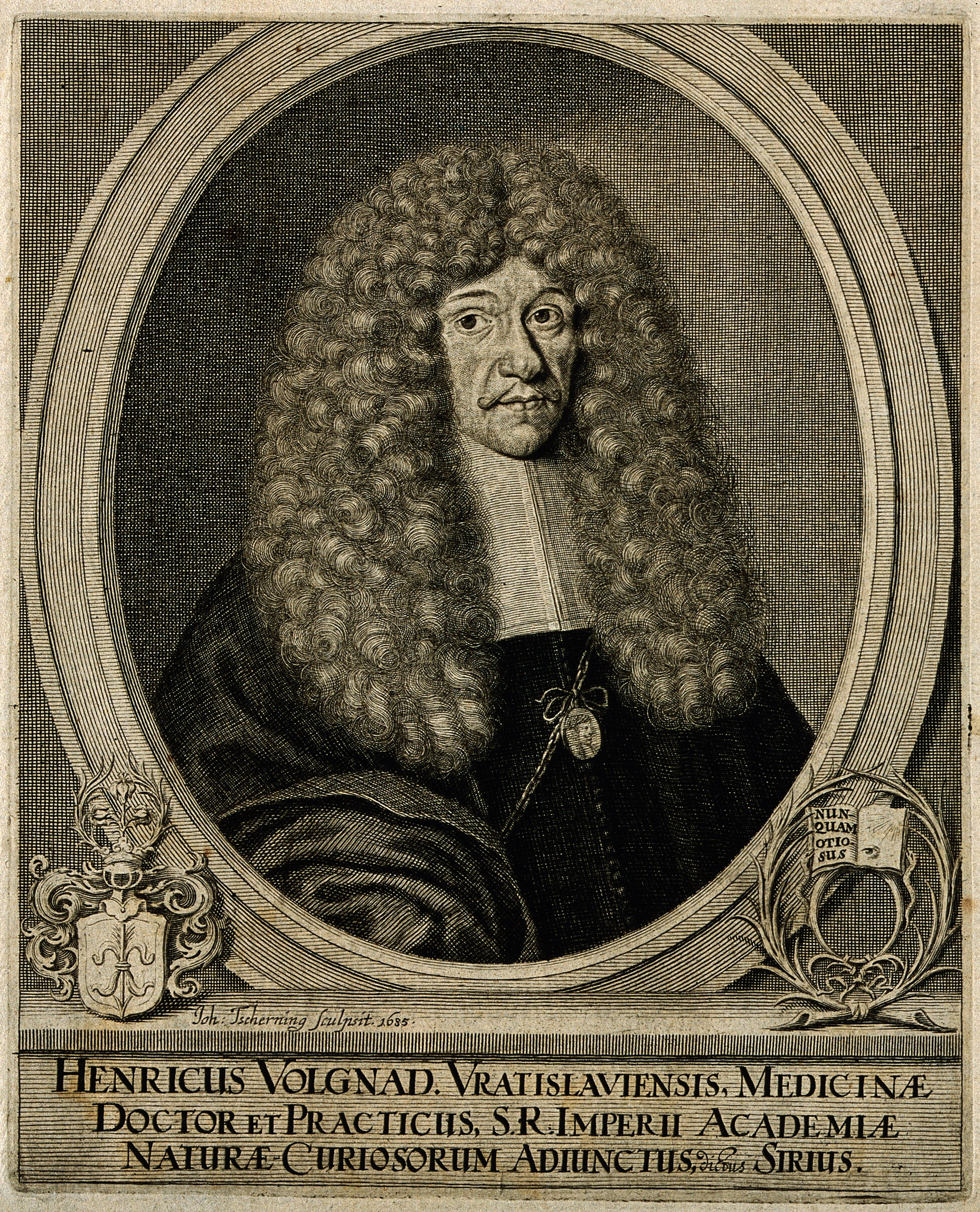
Porträt

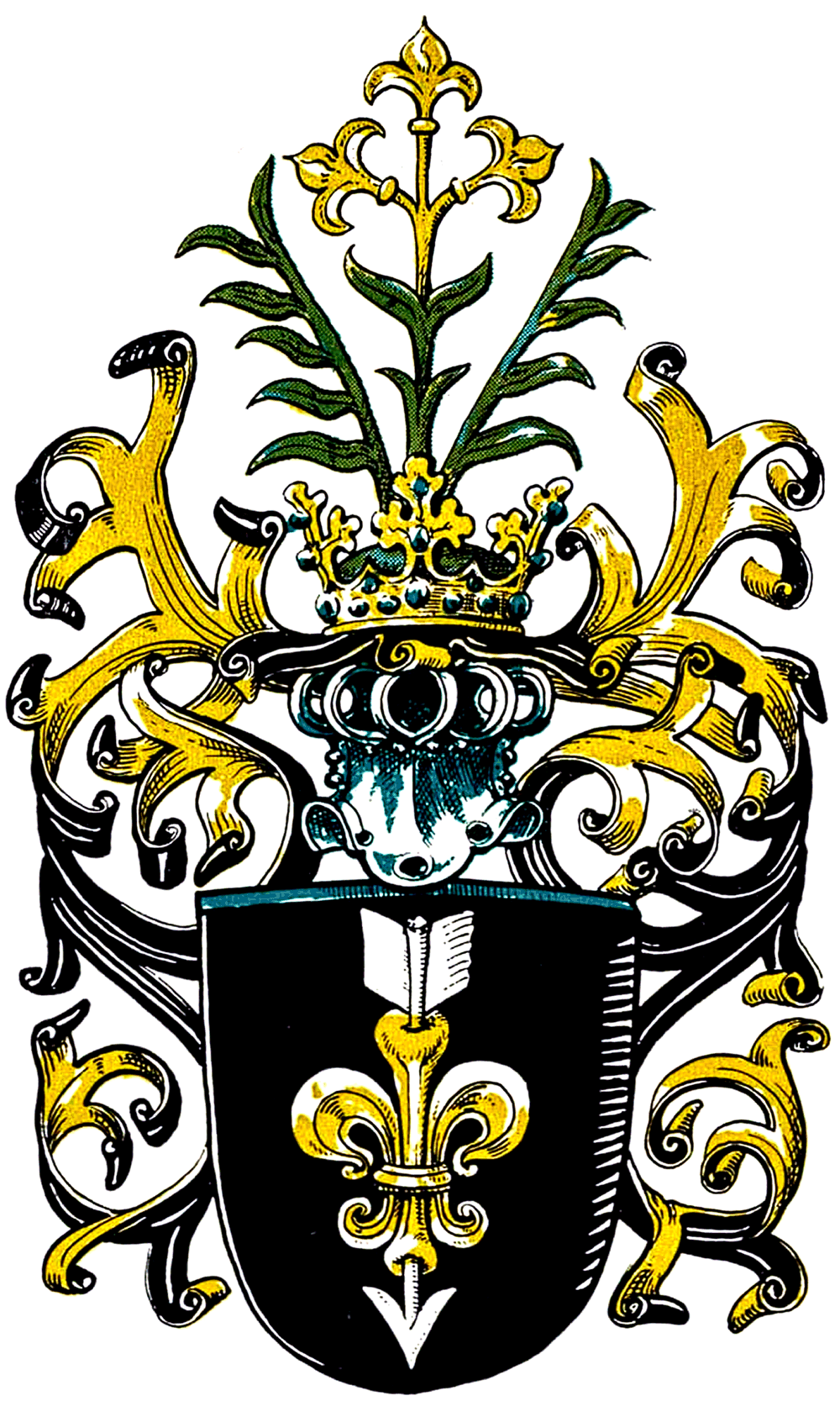
Wappen der Familie Vollgnad

Heinrich Vollgnad (auch Henricus Vollgnad, Volgnad, * 8. Mai 1634 in Breslau; † 3. Januar 1684 ebenda) war ein deutscher Mediziner und Stadtarzt in Breslau.

## Leben
Heinrich Vollgnad wirkte Mitte des 17. Jahrhunderts als Arzt und Stadtarzt in Breslau.
Am 30. Oktober 1669 wurde Heinrich Vollgnad mit dem akademischen Beinamen Sirius I. unter der Matrikel-Nr. 33 als Mitglied in die Academia Naturae Curiosorum, die heutige Deutsche Akademie der Naturforscher Leopoldina, aufgenommen.
Vollgnad zugeschriebene Veröffentlichungen des Jahres 1675 wurden zumindest teilweise von Georg Vette erstellt, mit dem er in Briefkontakt stand.